# Eupithecia adoranda
Eupitecia adoranda es una especie de polilla de la familia Geometridae. La especie fue descrita por primera vez por András Mátyás Vojnits en 1984 con distribución en China. El holotipo de la especie fue descrita en la provincia de Shanxi, en los alrededores del monte Mian, conocido por su nombre en chino, Mianshan, provincia de Shaanxi, a unos 2000 metros (6561,7 pies) de altitud.
Es una polilla mediana a pequeña con sus alas anteriores anchas pero de puntas romas y de color marrón grisáceo, mayormente unicolor con líneas transversales poco notorias hasta llegar a los bordes de las alas donde son más aparentes.